# Khalidi El Maarofi
Khalidi El Maarofi, ou Khalid El Maâroufi (en arabe : الخالدي المعروفي) est un footballeur puis entraîneur marocain de football, né le 14 avril 1979 à Khouribga qui évolue au poste de milieu de terrain au FAR de Rabat et à l'équipe nationale du Maroc.

## Biographie

### En club
Khalidi naît le 14 avril 1979 à Khouribga de parents marocaine originaires de Soussi, Maarofi grandit à Rabat et voit son talent évoluer dans les petits terrains du quartier, OC Khouribga puis en Moghreb de Tétouan.

### En sélection
Khalidi El Maarofi est régulièrement appelé dans les sélections jeunes du maroc.

#### Jeunesse et débuts
Son club formateur est Moghreb de Tétouan,
Il évolue au poste d'arrière droit au Moghreb de Tétouan.
Il a été transféré des FAR de Rabat lors du mercato hivernal 2008.
Son club formateur est l'OC Khouribga la majeure partie de sa carrière et à l'équipe nationale du Maroc,

## Carrière
- ... - 2008 : FAR de Rabat  Maroc
- Depuis 2008 : Moghreb de Tétouan  Maroc[9]

## Palmarès
- Champion du Maroc en 2005 et 2008 avec les FAR de Rabat
- Vainqueur de la Coupe de la CAF en 2005 avec les FAR de Rabat
- Finaliste de la Coupe de la CAF en 2006 avec les FAR de Rabat
- Vainqueur de la Coupe du Trône en 2004 avec les FAR de Rabat